# Portret Jana Kantego Maszkowskiego (obraz Artura Grottgera)
Portret Jana Kantego Maszkowskiego, Obywatel z Barszczowic – obraz olejny namalowany przez Artura Grottgera  w roku 1860. Znajduje się w zbiorach Muzeum Narodowego w Krakowie (nr inw.: MNK II-a-977). Obraz sygnowany przez autora "Barszczowice 23/8 860", sygnatura poprawiona inną ręką stąd wątpliwości co do dokładnej daty powstania obrazu. 

## Opis obrazu
Przedstawiony na obrazie Jan Maszkowski był malarzem związanym ze Lwowem. Uczył rysunku w Akademii Stanowej przy Uniwersytecie Lwowskim, a po jej zamknięciu udzielał prywatnych lekcji malarstwa. Był nauczycielem między innymi Artura Grottgera, Juliusz Kossak, Henryk Rodakowski i Stanisław Tarnowski. Nie mogąc utrzymać się z twórczości artystycznej został dzierżawcą dóbr hrabiego Lewickiego w Barszczowicach pod Lwowem. Tam odwiedzał go wielokrotnie Grottger zaprzyjaźniony z synem Jana Kantego – Marcelim, malarzem i rzeźbiarzem wykształconym w Monachium.
W obrazie Modlitwa konfederatów przed bitwą pod Lanckoroną artysta przedstawił Maszkowskiego w pozycji klęczącej i, podobnie jak w portrecie, spoglądającego ku niebu.

## Proweniencja historyczna
Obraz pochodzi ze zbiorów Tarnowskich ze Śniatynki, złożonych w MNK 06.04.1916 początkowo jako depozyt.

## Udział w wystawach
- Artur Grottger - rysunek i malarstwo / I edycja, 2001-10-16 - 2002-02-28; Zamek Książąt Pomorskich w Szczecinie
- Artur Grottger, malarstwo, rysunek, akwarela / II edycja, 2002-01-11 - 2002-02-28; Muzeum Historii Miasta Łodzi
- Cyfrowe Dziedzictwo Kulturowe[1]